# Csemulpho állomás
Csemulpho (Jemulpo) állomás a szöuli metró 1-es vonalának állomása Incshon (Incheon) város Nam-ku (Nam-gu) kerületében. 1957-ben nyitották meg vasútállomásként, 1974-ben metróállomásként. Nem messze tőle található az Incshoni Egyetem csemulphói (jemulpói) kampusza.

## Viszonylatok
| 1-es vonal                             | 1-es vonal                                                                         | 1-es vonal                                |
| -------------------------------------- | ---------------------------------------------------------------------------------- | ----------------------------------------- |
| Tohva (Dohwa) Szojoszan (Soyosan) felé | Kjongin (Gyeongin) szakasz személyvonat Kjongvon (Gyeongwon) szakasz expresszvonat | Tovon (Dowon) Incshon (Incheon) felé      |
| Csuan (Juan) Jongszan (Yongsan) felé   | Kjongin (Gyeongin) szakasz expresszvonat                                           | Tongincshon (Dongincheon) végállomás felé |